# Dezafectare nucleară

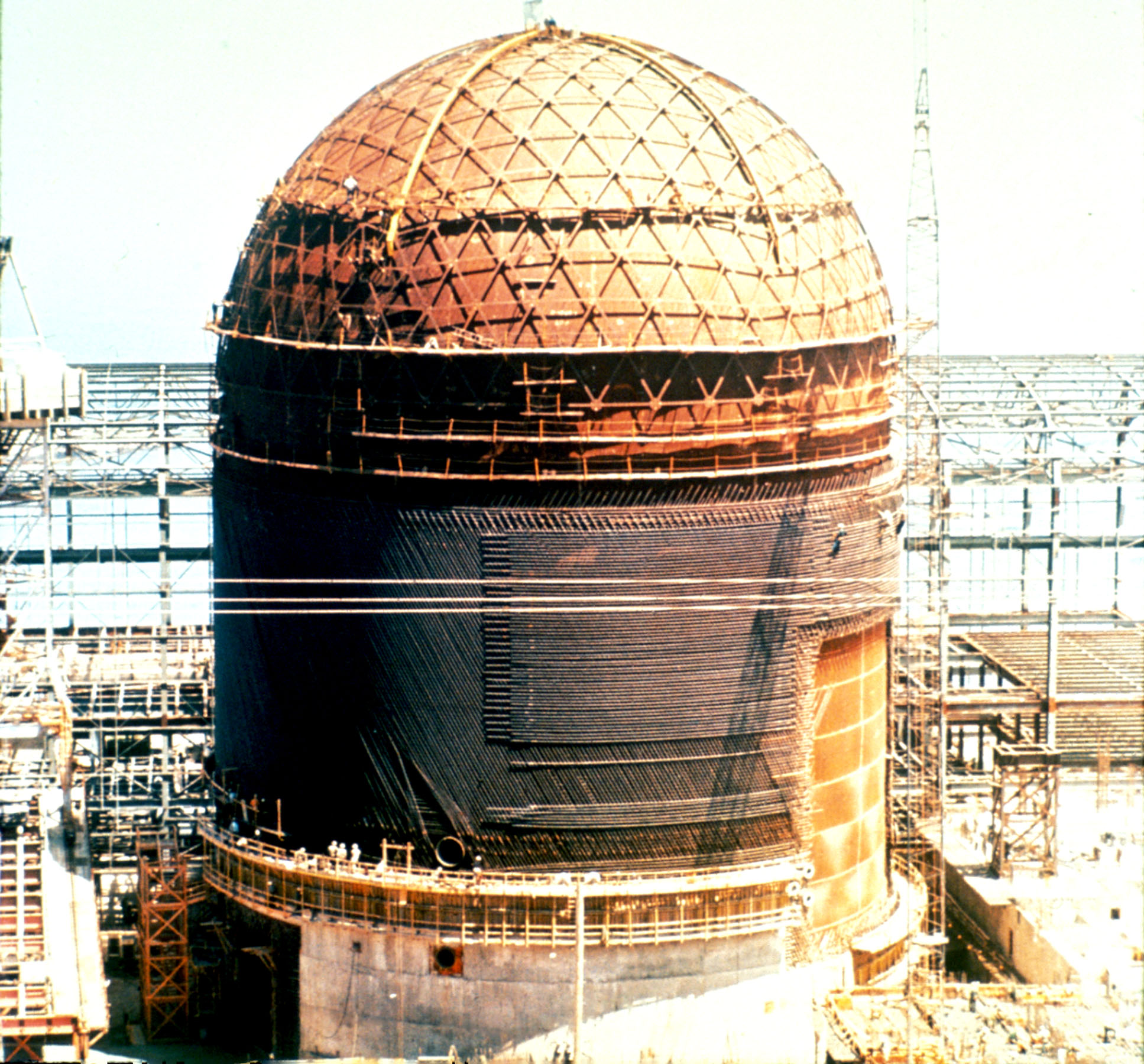
Exemplu de lucrări de dezafectare în desfășurare.

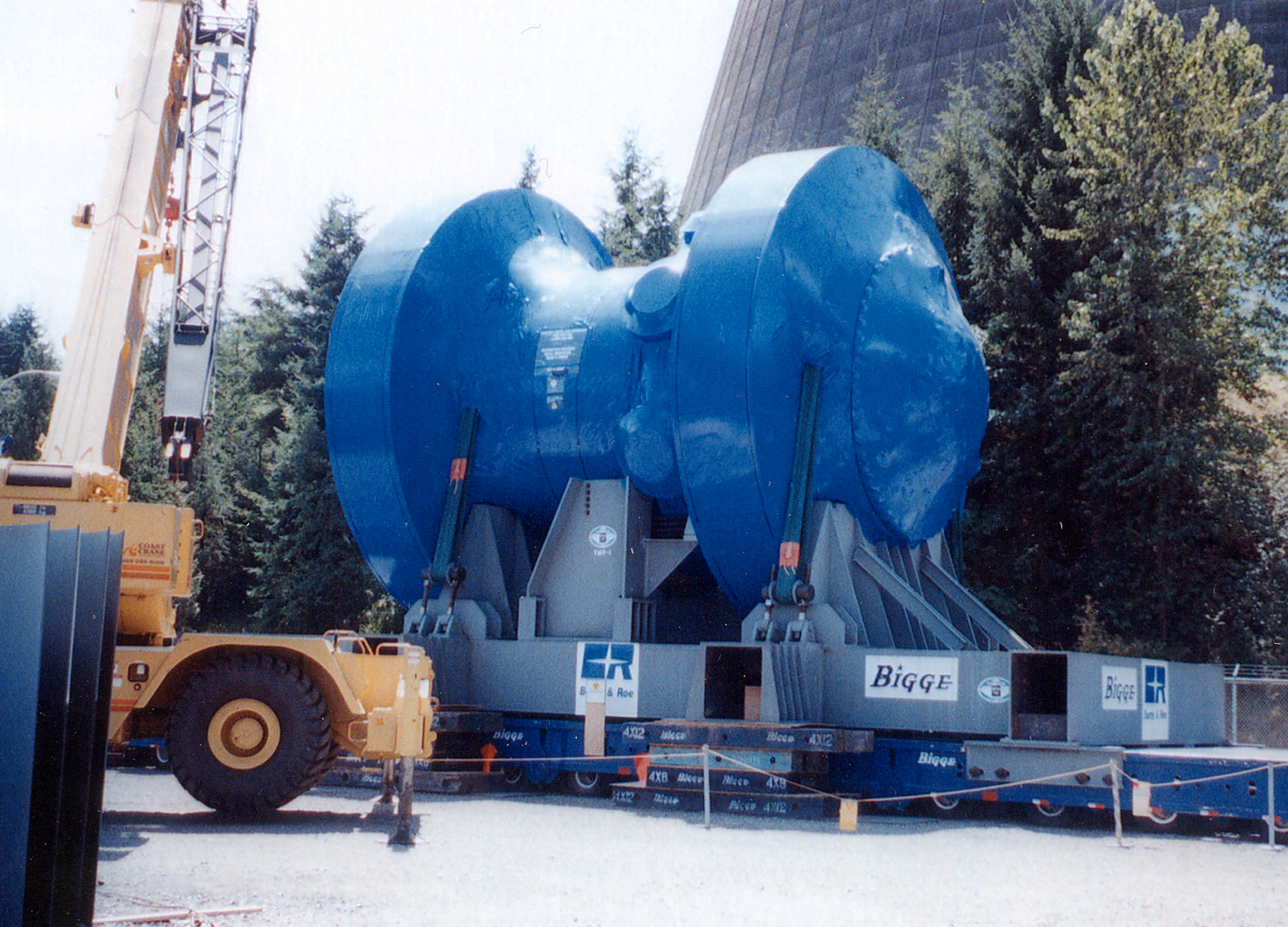
Vas sub presiune al unui reactor nuclear transportat departe de amplasament pentru depozitare.

Dezafectarea nucleară este procesul prin care o instalație nucleară este dezmembrată până la stadiul în care nu mai necesită măsuri de protecție împotriva radiațiilor. Prezența materialului radioactiv implică proceduri care sunt potențial periculoase din punct de vedere profesional, costisitoare, îndelungate și prezintă riscuri de mediu. Din aceste motive, este necesar ca materialele radioactive să fie transportate în altă parte pentru depozitare, fie să fie depozitate la fața locului într-un mod sigur. Provocarea în ceea ce privește dezafectarea nucleară nu este doar tehnică, ci și economică și socială.
Dezafectarea este un proces administrativ și tehnic. Acesta include îndepărtarea materialelor radioactive și demolarea progresivă a instalației. Odată ce o instalație este complet dezafectată, pericolul radiologic nu ar mai trebui să fie prezent. Costurile de dezafectare sunt, în general, repartizate pe întreaga durată de viață a unei instalații și sunt colectate într-un fond de dezafectare. După ce o instalație a fost complet dezafectată, aceasta este eliberată de sub controlul de reglementare, iar deținătorul licenței instalației nu mai este responsabil pentru siguranța sa nucleară. Dezafectarea poate continua până la starea de reutilizare nerestricționată. 

## Definiție
Dezafectarea nucleară este procesul administrativ și tehnic prin care o instalație nucleară, cum ar fi o centrală nucleară (NPP), un reactor de cercetare, o instalație de producere a izotopilor, un accelerator de particule sau o mină de uraniu, este dezmembrată până în momentul în care nu mai necesită măsuri pentru protecția împotriva radiațiilor.  Demolarea progresivă a clădirilor și îndepărtarea materialelor radioactive este potențial periculoasă din punct de vedere profesional, costisitoare, cu durată îndelungată și prezintă riscuri pentru mediu care trebuie abordate pentru a se asigura că materialele radioactive sunt fie transportate în altă parte pentru depozitare, fie depozitate la fața locului într-un mod sigur. Dezafectarea poate continua până la starea de reutilizare nerestricționată. Odată ce o instalație este dezafectată, nu mai există pericol iradiereradioactiv și poate fi eliberat de sub controlul de reglementare.

## Opțiuni
Agenția Internațională pentru Energie Atomică definește trei opțiuni pentru dezafectare: 
- Demontarea imediată permite eliberarea instalației de sub controlul de reglementare relativ curând după închidere. Activitățile finale de dezmembrare sau de decontaminare încep în câteva luni sau ani și, în funcție de instalație, ar putea dura cinci ani sau mai mult.[6]  După ce a fost eliminat din controlul de reglementare, site-ul devine disponibil pentru utilizare nerestricționată.[7]
- Safe Enclosure amână dezafectarea finală pentru o perioadă mai lungă de timp, de obicei de la 40 la 60 de ani. Instalația nucleară este plasată într-o configurație de depozitare sigură în acest timp.[8]
- Entombment/Entomb presupune plasarea instalației într-o stare care să permită ca materialul radioactiv rămas să rămână la fața locului pe o perioadă nedeterminată.  Perimetrul zonei în care este localizat materialul radioactiv este în general minimizată, iar instalația este încapsulată într-un material cu durată lungă de viață (cum ar fi betonul), cu scopul de a împiedica dispersia materialului radioactiv.[9]

## Aspecte legale
Dezafectarea unui reactor nuclear poate avea loc numai după acordarea licenței corespunzătoare în conformitate cu legislația relevantă. În cadrul procedurii de acordare a licențelor, trebuie transmise autorității competente diferite documente, rapoarte și avize ale experților, precum raportul de securitate, documentele tehnice și studiul de impact asupra mediului. 
În Uniunea Europeană, aceste documente constituie baza evaluării impactului asupra mediului în conformitate cu Directiva Consiliului nr. 85/337/CEE. O precondiție pentru acordarea unei astfel de licențe este un aviz al Comisiei Europene în conformitate cu articolul 37 din Tratatul Euratom. Articolul 37 obligă fiecare stat membru al Uniunii Europene să comunice Comisiei anumite date privind eliberarea de substanțe radioactive. Aceste informații trebuie să arate dacă există impact radiologic prin dezaferctare, și dacă există, în ce măsură eliminarea planificată și eliberarea accidentală influențează mediul (respectiv apa, solul sau spațiului aerian al statelor membre ale UE). Pe baza acestor date generale, Comisia trebuie să fie în măsură să evalueze expunerea grupurilor de referință ale populației din cele mai apropiate state vecine. 

## Cost
În Statele Unite, NRC recomandă ca costurile de dezafectare să fie repartizate pe întreaga durată de viață a unei instalații și să fie salvate într-un fond de dezafectare. Acest depozit monetar pare să fie eficient în reducerea costurilor de dezafectare a centralelor nucleare.
În Franța, dezafectarea centralei nucleare de mică 70 MW de la Brennilis a costat deja 480 de euro (de 20 de ori costurile estimate) și nu este gata încă după 20 de ani ani. În ciuda investițiilor uriașe de dezafectare, cantități oarecare de plutoniu, cesiu-137 și cobalt-60, ar fi ajuns în iazul din jur.
În Regatul Unit, dezafectarea reactorului avansat răcit cu gaz Windscale Advanced (WAGR, prototip, 32 MW), a costat 117 milioane de euro. O estimare din 2013 a autorității britanice de dezafectare nucleară a prevăzut costuri de cel puțin 100 de miliarde de lire sterline pentru dezafectarea celor 19 site-uri nucleare existente în Regatul Unit.
În Germania, dezafectarea centralei nucleare de 100 MW de la Niederaichbach, a costat peste 143 milioane de euro. Au fost dezvoltate metode noi de dezafectare pentru a reduce la minimum costurile obișnuite de dezafectare. Una dintre aceste metode este dezafectarea in situ, ceea ce înseamnă că reactorul este depozitat sub pământ, în loc să fie dezmembrat. Această metodă a fost pusă în aplicare la Departamentul de Energie Savannah River Site din Carolina de Sud pentru închiderea reactorilor P și R. Cu această tehnică, costul dezafectării ambelor reactori a fost de 73 milione de dolari. În comparație, dezafectarea fiecărui reactor folosind metode tradiționale a fost estimată la 250 milione de dolari. Aceasta duce la o scădere cu 71% a costului prin utilizarea tehnicii menționate. 
În 2004, într-o reuniune de la Viena, Agenția Internațională pentru Energie Atomică a estimat costul total al dezafectării tuturor instalațiilor nucleare. Dezafectarea tuturor reactorilor nucleare din lume ar necesita 187 miliarde USD: 71 miliarde USD pentru instalațiile din ciclul combustibilului nuclear, mai puțin de 7 miliarde USD pentru toți reactorii de cercetare și 640 miliarde USD pentru dezmembrare tuturor reactorilor militari pentru producerea de plutoniu pentru arme nucleare, facilități de cercetare, dispozitive de reprocesare prin separare chimică etc. Costul total pentru dezafectarea facilităților industriei nucleare 2001-2050) a fost estimat la aproximativ 1.000.000.000.000 de dolari SUA. 

### Fonduri pentru dezafectare
În Europa există o îngrijorare considerabilă asupra fondurilor necesare pentru finanțarea dezafectării finale. În multe țări, fondurile nu par a fi suficiente pentru acoperirea dezafectării, iar în alte țări fondurile de dezafectare sunt utilizate pentru alte activități, punând astfel în pericol dezafectarea și denaturând concurența cu părțile care nu dispun de astfel de fonduri.
În 2016, Comisia Europeană a estimat că obligațiile Uniunii Europene de dezafectare nucleară au fost serios subfinanțate de circa 118 miliarde de euro, cu doar 150 de miliarde de euro de active alocate pentru a acoperi un cost de 268 miliarde de euro preconizate a fi necesare pentru dezafectare, care acoperă atât dezmembrarea centralelor nucleare, cât și depozitarea părților radioactive și tratamentul deșeurilor. Franța a avut cel mai mare deficit, cu doar 23 miliarde de euro pentru activele alocate pentru a acoperi 74 miliarde de euro costuri estimate.
Există preocupări similare în Statele Unite, în care Comisia de reglementare a reglementărilor nucleare din SUA a identificat deficiențe aparente de asigurare a finanțării dezafectării și a solicitat unui număr de 18 centrale electrice să abordeze această problemă. Costul de dezafectare a reactorilor modulari este de așteptat să fie de două ori mai mare decât pentru rectorii obișnuiți.

## Colaborare internațională
Organizațiile care promovează schimbul internațional de informații, cunoștințe și experiențe legate de dezafectarea nucleară includ Agenția Internațională pentru Energie Atomică, Agenția pentru Energie Nucleară a Organizației pentru Cooperare Economică și Dezvoltare și Euratom.  În plus, un sistem online numit Instrumentul de informare privind gestionarea cunoștințelor de dezactivare și dezafectare a fost dezvoltat sub Departamentul de Energie al Statelor Unite și pus la dispoziția comunității internaționale pentru a sprijini schimbul de idei și informații. Obiectivele colaborării internaționale în domeniul dezafectării nucleare sunt de a reduce costurile de dezafectare și de a îmbunătăți siguranța lucrătorilor.

## Viitorul dezafectării nucleare

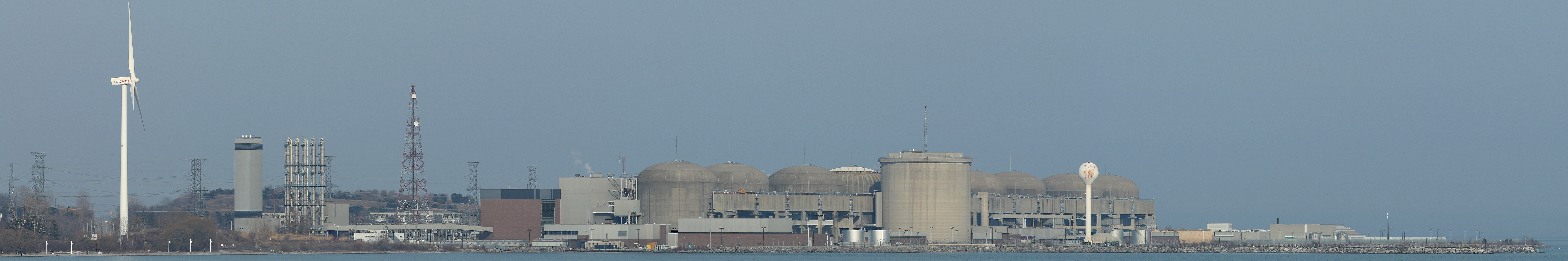
Stația de generare nucleară Pickering, privită dinspre vest. Toți cei opt reactori sunt vizibile; două unități au fost închise.

O gamă largă de instalații nucleare au fost dezafectate până în prezent. Numărul reactorilor nucleari dezafectați din Lista reactorilor nucleari este redus. Începând cu anul 2016, 150 reactori nucleari au fost închiși, în mai multe etape timpurii și intermediare (închidere la rece, dezmembrare, SAFSTOR, demolare internă), dar numai 17 au fost aduse la un nivel complet pentru reutilizare nerestricționată. Unele dintre aceste situri găzduiesc încă combustibil nuclear epuizat.
Existența a multe companii de inginerie nucleară sau specializate în demolări clădiri nucleare, dovedește că dezafectarea nucleară a devenit o afacere profitabilă. Datorită activării materialelor structurale ale reactorului (în special sub flux de neutroni înalt energetic), dezafectarea are loc în etape. Planificarea dezafectării reactorilor durează până la 10 ani. Perioada lungă de timp face estimările costurilor dificile, iar depășirea costurilor este comună chiar și pentru proiectele „rapide”. La nivelul anului 2017, majoritatea centralelor nucleare care operează în Statele Unite au fost proiectate pentru o viață de aproximativ 30-40 de ani și sunt autorizate să opereze timp de 40 de ani de către Comisia de reglementare nucleară a SUA. Vârsta medie a acestor reactori este de 32 de ani. Multe fabrici vor ajunge în curând la sfârșitul perioadei de acordare a licențelor și – dacă licențele lor nu sunt reînnoite – trebuie să treacă printr-un proces de decontaminare și dezafectare.

### Nave, reactori mobili, reactori militari
Multe nave de război și câteva nave civile au folosit reactori nucleari pentru propulsie. Foste nave de război sovietice și americane au fost scoase din funcțiune, iar centralele lor electrice au fost îndepărtate sau aruncate.  Demontarea submarinelor ruse și a navelor și a submarinelor și navelor americane este în curs de desfășurare. Instalațiile de energie marină sunt, în general, mai mici decât stațiile electrice generatoare de pe uscat. 
Cea mai mare facilitate nucleară militară americană pentru producția de plutoniu de uz militar a fost Hanford Site (în statul Washington). În prezent nu mai este combustibil prezent pe platformă, dar acesta dezvoltă un proces lent și problematic de decontaminare, dezafectare și demolare. 